# ARA Drummond (M-2)
El ARA Drummond (M-2) fue un rastreador de la clase Bouchard de la Armada Argentina. Fue construido en la Base Naval Río Santiago en la década de 1930, y sirvió en la marina de guerra hasta 1964.

## Historia
El ARA Drummond (M-2) integró la clase Bouchard, compuesta por otros siete dragaminas gemelos: Bouchard, Granville, Parker, Py —o Comodoro Py—, Robinson, Seaver y Spiro. Fue construido por los Talleres Generales de la Base Naval Río Santiago, de Ensenada. Terminada la construcción, se le afirmó el pabellón el 7 de junio de 1937. Era el primer buque de guerra argentino en llevar el nombre del capitán de fragata Francisco Drummond, militar al servicio de la Armada Argentina que murió en la guerra del Brasil.
En 1939, el Drummond transportó a Asunción al presidente electo de Paraguay, José Félix Estigarribia.
Durante la Revolución del 43, acaecida el 4 de junio de 1943, el vicepresidente Ramón S. Castillo subió al ARA Drummond para resistir. Al día siguiente, derrotado, desembarcó en el puerto de La Plata y se entregó.
El Drummond intervino en los sucesos del golpe de Estado en Argentina de septiembre de 1955.
El 28 de marzo de 1964, la Armada retiró al Drummond del servicio de forma definitiva.